# آلیس کولترین
آلیس کولترین ((به انگلیسی: Alice Coltrane); ۲۷ اوت ۱۹۳۷ – ۱۲ ژانویهٔ ۲۰۰۷) آهنگساز و نوازنده آمریکایی پیانو، ارگ و هارپ سبک جاز بود. وی دومین همسر جان کولترین چهره سرشناس موسیقی جاز و از معدود نوازنده‌های ساز هارپ موسیقی جاز به‌شمار می‌رفت.

آلیس با نام اصلی آلیس مک لئود در تاریخ ۲۷ اوت ۱۹۳۷ در شهر دیترویت به دنیا آمد. وی به فراگیری موسیقی کلاسیک پرداخت و همچنین تحت نظر باد پاول در پاریس موسیقی جاز را آموخت. 
آلیس در سال ۱۹۶۰ با کنی پانچو هگوود ازدواج کرد و از این ازدواج صاحب یک دختر شد. او در سال‌های ۱۹۶۲ و ۶۳ در گروه چهارنوازی تری گیبس ساز می‌زد و آنجا بود که با جان کولترین ملاقات کرد. آنها در سال ۱۹۶۵ با یکدیگر ازدواج کردند که حاصل این ازدواج ۳ فرزند بود. در ژانویه سال ۱۹۶۶ وی جایگزین مککوی تاینر پیانیست گروه جان کولترین شد و این همکاری را تا زمان مرگ همسرش جان در سال ۱۹۶۷ ادامه داد. پس از آن با گروه خودش و گروهی متشکل از فرزندانش به اجرای برنامه پرداخت.

آلیس در سال ۲۰۰۷ بر اثر نارسایی تنفسی در بیمارستان و مرکز پزشکی وست هیلز واقع در در حومه لس آنجلس درگذشت و در در پارک یادبود پاین‌لاون فرمینگدل، شهرستان سافک، نیویورک و در کنار جان کولترین به خاک سپرده شد.